# Estación de Santiago de Cuba
La Estación Ferroviaria de Santiago de Cuba - General de División Senén Casas Regueiro, también conocida como la estación de Santiago de Cuba, es la estación de ferrocarril principal de la ciudad de Santiago de Cuba, capital de la provincia homónima en Cuba. La estación es gestionada por la compañía nacional Ferrocarriles de Cuba (FFCC) y está localizado en el central Paseo de Martí, cercano al puerto de la ciudad en el Distrito 26 de Julio.
Es el segunda estación más importante de Cuba y, junto con las estaciones de Central de La Habana, Camagüey y Santa Clara, es uno de los centros principales de operación de la red ferroviaria de Ferrocarriles de Cuba.

## Historia

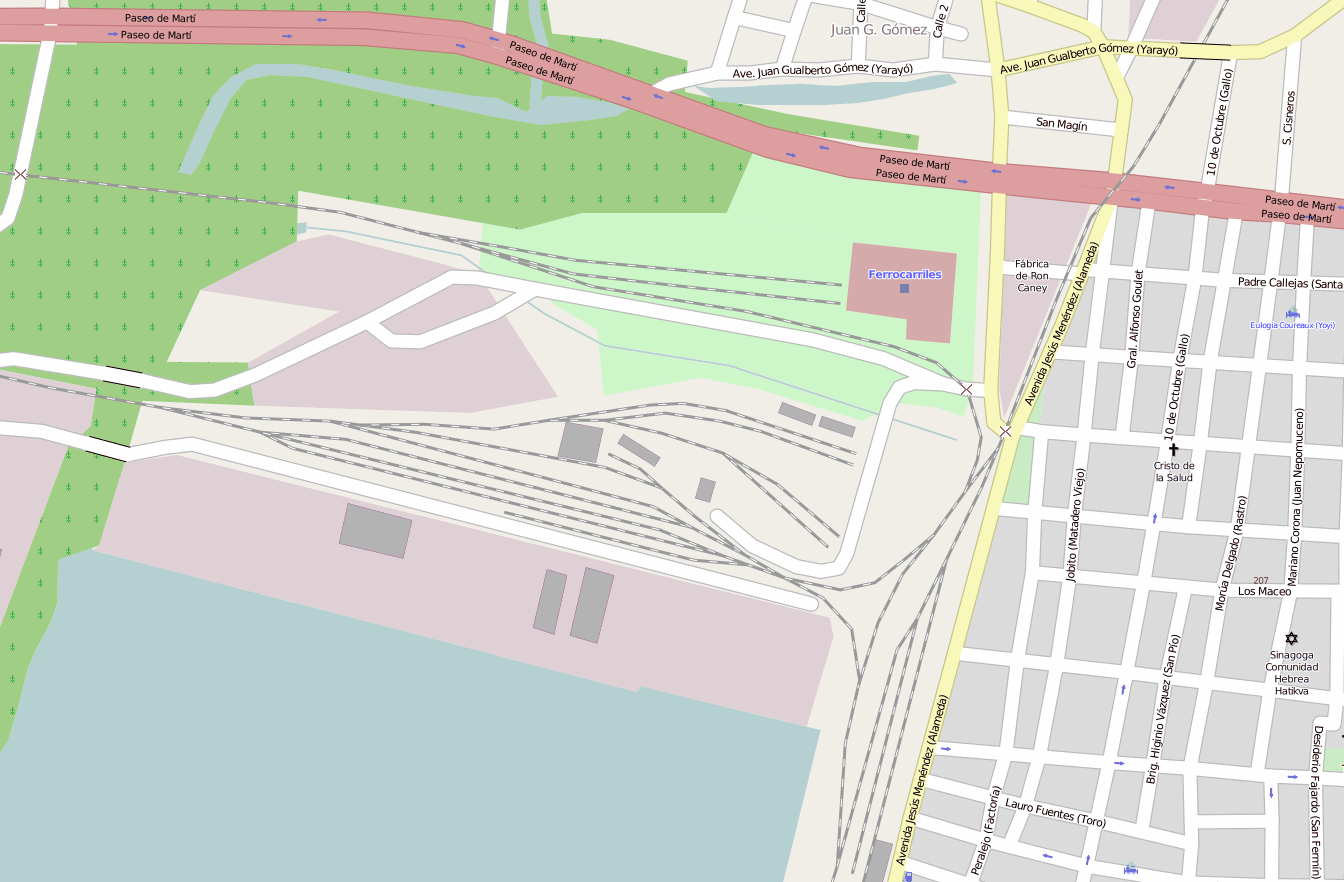
Plano de OpenStreetMap de la estación y su área adyacente, incluyendo la cubierta al lado del puerto.

La estación, nombrado después del político cubano Senén Casas Regueiro, era completamente renovado y reconstruido en 1997. La estación vieja, la oficina hecha de encargo del puerto cercano localizado, es la terminal del raíl del puerto siding.

## Arquitectura
La estación de Santiago de Cuba es una estación terminal compuesta por un edificio grande y moderno, cubierto con dos bóvedas y una torre de reloj en el jardín adyacente. En su lado sur, paralelo a las vías de la estación, se encuentra localizada una cubierta grande que sirve al puerto. Una cubierta secundaria está localizada en la avenida Los Pinos.

## Vías de tren
Las vías del tren a la estacióna línea es de doble vía y no está electrificada. La doble vía entre Santiago de Cuba y San Luis se utiliza también para los trenes que conectan Santiago a Bayamo y Guantánamo. Saliendo del pueblo cercano de El Cristo y llegando a La Maya, se encuentra un cruce que nunca se terminó de construir.

## Servicios
La estación de Santiago de Cuba es la estación terminal más importante de la red ferroviaria cubana en su lado oriental, de igual manera que la estación Central de La Habana es la principal en su lado occidental. 
La estación tiene servicios de larga distancia que conecta la Santiago de Cuba a ciudades por todo el país. Hasta el 2019, el servicio del Tren francés, era el servicio insignio de la estación con servicio de larga distancia a La Habana por medio de Santa Clara y Camagüey. 
Otros trenes de larga distancia, que inician sus trayectos desde La Habana, enlazan Santiago con Matanzas, Ciego de Ávila, Las Atunes y otras ciudades. La estación también tiene servicios interregionales y regionales a Palma Soriano, Bayamo, Manzanillo, Guantánamo y Holguín.

## Galería
|                         |
| Exterior de la estación |

|                                    |
| Vestíbulo principal de la estación |

|                                  |
| Rotulación dentro de la estación |

|                                  |
| Rotulación dentro de la estación |